# ناتاشا ليتس
ناتاشا ليتس (بالألمانية: Natasha Lytess)‏ هي ممثلة ألمانية، ولدت في 1 يونيو 1913 ببرلين في ألمانيا، وتوفيت في 1964 بزيورخ في سويسرا بسبب سرطان.

## وصلات خارجية
- ناتاشا ليتس على موقع IMDb (الإنجليزية)
- ناتاشا ليتس على موقع قاعدة بيانات الفيلم (الإنجليزية)